# 雅典州
雅典州（希臘語：Νομαρχία Αθηνών）是希臘阿提卡大區的一個旧州，位於阿提克半島西部，南臨萨罗尼科斯湾。面積361.719平方公里，2001年人口2,664,776人。首府雅典也是希臘的首都。
下分48市。
2011年雅典州撤銷，改置北雅典专区、西雅典专区、中雅典专区和南雅典专区4個专区。